# Aneityum
Aneityum (auch: Anatom, Annattom oder Keamu) ist eine Insel, die geografisch zu den Neuen Hebriden im südwestlichen Pazifik gehört und politisch zur Provinz Tafea des Inselstaates Vanuatu.

## Geografie
Aneityum liegt rund 65 km südöstlich von Tanna und ist die südlichste bewohnte Insel der Vanuatu-Inselkette. Nach der Definition der International Hydrographic Organization bildet sie die östliche „Ecke“ des Korallenmeeres. Die Insel ist von ungefähr ovaler Form mit einer Nord-Süd-Ausdehnung von 12,3 km, einer Ost-West-Ausdehnung von 16,9 km und einer Fläche von 159,2 km².
Das Landschaftsbild ist gebirgig, mit stark eingeschnittenen Tälern, die von schmalen Graten begrenzt werden. Die Gipfel bilden eine Wasserscheide, die kleinen Flüsse Aname, Anetcho, Antina und Anaia fließen nach Norden ab, Imkalau, Uche, Lelcei und Ume nach Süden.
Die von einem Saumriff umgebene Küste ist mit zahlreichen Buchten stark gegliedert. Nur an der Nordküste befinden sich schmale Sandstrände.
Dem Dorf Anelcauhat im Süden von Aneityum ist die nur 0,16 km² große Nebeninsel Inyeug vorgelagert, die ebenfalls von einem unter Naturschutz stehenden Korallenriff umschlossen ist. Normalerweise ist sie unbewohnt, aber wegen der langen, feinsandigen Strände werden dort Passagiere auch größerer Kreuzfahrtschiffe angelandet. Man hat dem Inselchen daher werbewirksam den Namen „Mystery Island“ verliehen.

### Geologie
Aneityum besteht aus zwei miteinander verschmolzenen Schichtvulkanen, dem Inrerow Atamwan (812 m) und dem Nanawarez (804 m). Die auf der Insel vorkommenden Gesteine sind daher vulkanischen Ursprunges: Basalt, Pico-Basalt, Andesit und Basaltandesit. An der Nordwestseite des Inrerow Atamwan und an der Südostseite des Nanawarez sind durch Erosionsprozesse tiefe Taleinschnitte entstanden. Die im späten Pleistozän und Holozän aktiven Vulkane sind mittlerweile erloschen. Ausbrüche in historischer Zeit sind nicht verzeichnet.

### Klima
Aneityum liegt in der tropischen Klimazone. Das Wetter wird in den kühleren Monaten Mai bis Oktober von den Passatwinden bestimmt, die viel Feuchtigkeit bringen, vereinzelt und stellenweise bis zu 2200 mm Regen im Monat. Die windabgewandte Nordseite ist eher trocken. Die Jahresdurchschnittstemperatur auf Aneityum beträgt 23,5 °C.
Die Insel liegt im Hurrikan-Gürtel des Südpazifiks und ist in den Monaten November bis April nicht selten Starkwinden ausgesetzt. Bereits in historischer Zeit richteten sie in den Anbauflächen erhebliche Schäden an. Alleine in den Jahren zwischen 1840 und 1900 fegten 68 Zyklone über die Insel. Die Saison 1958 war besonders verheerend. Die Winde richteten große Verwüstungen in den Pflanzungen an, vernichteten Häuser und stürzten fruchttragende Bäume um. Die Brotfruchternte war um die Hälfte reduziert. Auch der Zyklon Yali verursachte im März 1998 erhebliche Schäden.

### Flora
Der Vanuatu-Archipel lässt sich in zwei Vegetationszonen einteilen, wobei die Grenze ungefähr beim 18. Breitengrad liegt. Während die nördlichen und mittleren Inseln der Gruppe eine reichhaltige und komplexe Flora aufweisen, sind die südlichen Inseln – zu denen auch Aneityum gehört – generell einfacher strukturiert und artenärmer. Die Pflanzengemeinschaften sind in den Küstenbereichen, im Tiefland, in den höheren Bereichen der Vulkane und in den vom Menschen gestörten Arealen unterschiedlich. Adam J. Copeland, ein Pastor der First Presbyterian Church, beschrieb Mitte des 19. Jahrhunderts die Landschaft von Aneityum in einem Brief wie folgt:

„Wenn man mit einem Boot an der Küste entlang fährt, kann man drei Zonen oder Gürtel identifizieren, vielfach recht gut bestimmbar, die man als alluvial oder bebaut, als unfruchtbar und als bewaldet bezeichnen kann. Erstere liegt entlang der Küste, ist flach und besteht aus einer dunklen, fruchtbaren Erde. Da sie einen Großteil der Nahrungsmittel liefert, findet man dort auch die meisten Eingeborenen. Hier gedeihen Kokospalmen und Brotfruchtbäume üppig sowie Taro, Bananen, Zuckerrohr usw. Die zweite oder unfruchtbare Zone ist ausgedehnter und besser zu erkennen. An einigen Stellen ist keinerlei Vegetation, nichts als rote Erde. Aber meist findet man dort Gras, Farne und ein paar verkrüppelte Bäume. Die bewaldete Zone bedeckt die Gipfel und die Mitte der Insel.“

Die Siedlungs- und Anbauflächen liegen auch heute noch im Küstenbereich und im unmittelbaren Küstenhinterland. Die Insulaner kultivieren Taro, Yams, Bananen, Süßkartoffeln, Zuckerrohr und fruchttragende Bäume (Brotfruchtbaum, Kokospalme). Marineleutnant Philip Doyne Vigors von der HMS Havannah, der Aneityum 1850 besuchte, hat im Süden der Insel kunstvoll angelegte und bewässerte Terrassen für den Taro-Anbau gesehen, die heute jedoch wegen der geringeren Einwohnerzahl kaum noch gebraucht werden. Für den Export wird ein wenig Kakao und Pfeffer angebaut. In aufgegebenen oder vom Menschen stark gestörten Bereichen hat sich eine Sekundärvegetation mit Hibiscus tilliaceus-Dickichten (Lindenblättriger Eibisch) angesiedelt.
Zur ursprünglichen Vegetation in den feuchten Bereichen des Inselinnern, die den Monsunregen ausgesetzt sind, gehört ein offener Wald aus Kauri-Bäumen (Agathis sp.) vermischt mit Calophyllum, die bis zu 20 – 30 m Höhe erreichen. Der Unterwuchs wird dominiert von Hernandia cordigera und verschiedenen Farnen. Kauri-Wälder gelten als besonders resistent gegen Starkwinde. Zu der ursprünglichen Flora in den trockeneren Arealen gehört Acacia spiorbis, der wahrscheinlich von der Ostküste Australiens eingewandert ist, sowie der Sandelholzbaum, der jedoch wildwachsend nur noch vereinzelt vorkommt. Die einst auf Aneityum häufigen Bäume wurden im 19. Jahrhundert stark dezimiert, da ihr Holz in Asien sehr begehrt war. Heute werden Sandelhölzer angepflanzt, insbesondere in den von Zyklonen entwaldeten Arealen.
In Höhen über 500 m wird die Bewaldung dominiert von Weinmannia und Metrosideros.
Ausgedehnte Bereiche der Berghänge sind arid, insbesondere im Norden und Nordwesten der Insel. Das ist oft die Folge des rücksichtslosen Holzeinschlages im 19. Jahrhundert und der sich anschließenden Erosion.

## Geschichte
Wann und von wo die Initialbesiedlung auf Aneityum erfolgte, ist noch nicht abschließend geklärt. Pollenuntersuchungen aus einem Sumpf bei Anelcauhat ließen erkennen, dass Brandrodungen in einem größeren Umfang ab 1000 bis 800 v. Chr. stattgefunden haben. Dieser Befund legt nahe, dass Aneityum während der Lapita-Expansion besiedelt wurde. Die Freilegung von spezifischer Lapita-Keramik bei Ausgrabungen im Jahr 2012 bestätigte diese Annahme. Die Keramikscherben ließen sich auf das Jahr 829 (± 9 Jahre) datieren. Die Erstbesiedlung durfte demnach früh im 1. Jahrtausend v. Chr. erfolgt sein, wahrscheinlich von den größeren Inseln Efate oder Tanna. Die Motive der zahlreich im Inselinnern zu findenden Petroglyphen – geometrische Darstellungen (meist konzentrische Kreise oder Punktlinien), anthropomorphe Bilder, Hand- und Fußabdrücke – sind sehr ähnlich denen von Efate und Tanna und einigen anderen Inseln der Hebriden. Allerdings gibt es auch signifikante linguistische und kulturelle Parallelen mit den rund 250 km südwestlich gelegenen Loyalitätsinseln.
Es entwickelte sich eine streng stratifizierte Gesellschaftsordnung, ähnlich der auf der Nachbarinsel Tanna. Um 1830 war Aneityum in sieben Häuptlingstümer (nelcau) gegliedert. Ihnen stand ein Oberhäuptling (natimarid) vor, dem jeweils eine Anzahl von Distrikthäuptlingen (natimi alupas) unterstand. Die Häuptlingswürde wurde patrilinear vererbt. Deren Legitimation fußte weniger auf physischer Gewalt, sondern eher auf zeremonieller Beeinflussung der Naturphänomene, zum Beispiel auf der Kontrolle über das Wetter, reichlichen Ernten oder erfolgreicher Fischerei. Zu ihren, für die Ausübung der Herrschaft notwendigen Privilegien gehörten der Genuss von Kava und ritueller Kannibalismus. Vielehe war ebenfalls ein Privileg der Elite.:12
Die frühen Missionare berichten von häufigen Kriegen der Stämme untereinander. Der Missionar John Geddie schreibt: „Krieg war die Regel, Frieden die Ausnahme“. Nicht selten schlossen sich mehrere Stämme zusammen und bildeten Allianzen, um über eine größere Zahl von Kriegern zu verfügen. Die Taktik plötzlicher Überfälle aus dem Hinterhalt (Hit and Run) war üblich. Deshalb und wegen der primitiven Waffen (Speer und Keule) scheint die Zahl der Opfer überschaubar gewesen zu sein. Andererseits wurden – auch stämmeübergreifend – große Feste veranstaltet, bei denen Mengen von Nahrungsmitteln präsentiert und verzehrt wurden. Je aufwändiger das Fest, desto höher war das Prestige des Häuptlings.
Die den natimi alupas unterstehenden Bezirke umfassten meist das Wassereinzugsgebiet eines von den Bergen zur Küste weisenden Tales, in dem sich die Haushalte zwischen den Gärten und Feldern verteilten. Die Grenzen wurden in der Regel von den Höhenzügen markiert.:13
Frauen waren in der Gesellschaft weitgehend rechtlos, ihr Leben war eine tägliche Plackerei. Sie leisteten die meiste Feldarbeit, sammelten Meeresfrüchte, bereiteten die Nahrung zu und versorgten die Kinder. Femizid war gebräuchlich, beim Tod des Ehemannes wurde die Witwe stranguliert.:13
James Cook hat Aneityum 1774 während seiner zweiten Südseereise (1772–1775) für Europa entdeckt. Nach zwei Wochen Aufenthalt auf Tanna, wo die Mannschaft Wasser und Feuerholz aufnahm und die Ruderpinne der HMS Resolution reparierte, segelte Cook „südwärts von Tanna um einen näheren Blick auf Annattom zu werfen.“ Er gibt in seinem Logbuch nicht präzise an, wann er Aneityum gesichtet hat, aber es enthält eine kurze Beschreibung: „Sie scheint nur eine kleine Insel von guter Höhe und hügeliger Oberfläche zu sein“. Am 30. Juli 1774 landete Cook auf Erromango, Aneityum hat er nicht betreten.
Der Handelskapitän und Entdecker Peter Dillon, der 1826 das Rätsel um das Schicksal der La Pérouse-Expedition entschleierte, erkundete 1825 die Möglichkeiten zur Gewinnung von Sandelholz. 1844 errichtete der Engländer James Paddon (* 23. September 1811; † 13. Februar 1861) eine permanente Handelsstation und ein Sandelholzdepot auf der Insel Inyeug. Von da an wurde Aneityum ein regelmäßiges Ziel für Handelsschiffe zur Ausbeutung der Sandelholzvorkommen. Der Holzeinschlag war aber nur wenige Jahre profitabel, denn 1854 löste Paddon seine Station auf und übersiedelte zur Île des Pins.
Nachdem zwei Katecheten aus Samoa das Feld bereitet hatten, begründete der schottisch-kanadische Reverend John Geddie (* 10. April 1815; † 14. Dezember 1872) 1848 die presbyterianische Mission auf Aneityum. Geddie vereinfachte den englischen Text der Bibel und übersetzte ihn in den einheimischen Dialekt. Er druckte die Zusammenfassung auf einer importierten Maschine, aber auch ein zwölfseitiges Schulbuch für Grundschüler. Seine Version der Bibel ist heute noch auf Aneityum in Gebrauch. Die Ruinen der ersten steinernen Kirche, des Missionshauses und die Überbleibsel der Druckerpresse sind bei Anelcauhat zu sehen.
Katholische Maristen errichteten 1847 auf Aneityum eine Missionsstation, mussten aber bereits 1850 wieder aufgeben, weil sie unter Krankheiten litten und sich gegenüber den erfolgreicher agierenden Presbyterianern nicht durchsetzen konnten.

## Bevölkerung
Die Bewohner Aneityums gehören zur Bevölkerungsgruppe der Melanesier und sprechen einen austronesischen Dialekt.
Nach Schätzungen, die auf archäologischen Erkenntnissen beruhen, betrug die Bevölkerungszahl vor der europäischen Entdeckung 4600 bis maximal 5800 Personen. Ältere Annahmen, die von 9000 bis sogar 20000 Einwohnern ausgingen, sind wahrscheinlich stark übertrieben.
Für 1858 liegt ein Zensus der Missionare vor, die Bevölkerungszahl belief sich auf 3800. Eine Masernepidemie 1861 reduzierte die Einwohnerzahl auf 1600. Ein verheerender Zyklon im Jahr 1875, gefolgt von Durchfallerkrankungen, Diphtherie und Influenza, zog zahlreiche Todesfälle nach sich, sodass die Insel Ende des 19. Jahrhunderts nur noch 400 Einwohner hatte. 1932 war mit 182 Einwohnern der Tiefpunkt erreicht. Erst seit den 1960er Jahren nahm die Inselbevölkerung allmählich wieder auf den Stand von heute 915 zu (Stand 2014).

## Infrastruktur, Wirtschaft, Verkehr
Auf Aneityum gibt es vier Dörfer, die alle im unmittelbaren Küstenbereich liegen und dazwischen einige wenige Streusiedlungen. Hauptort mit der größten Einwohnerzahl ist das Dorf Anelcauhat (seltener Anelghowhat geschrieben) mit 410 Einwohnern an der Südküste. Dort gibt es einen Polizeiposten, eine Krankenstation (mit einer ausgebildeten Krankenschwester), eine Post, eine Filiale der National Bank of Vanuatu sowie Märkte und kleine Läden. Im Norden der Insel liegt Anawamet oder Port Patrick mit 185 Einwohnern, im Südwesten das Dorf Uje mit 62 Einwohnern und im Süden Umej mit 259 Einwohnern (Stand 2014).

### Die aktuellen Siedlungen im Überblick
Die vier aktuellen Dörfer liegen sämtlich an der Küste:
| Dorf             | Namensvariante | Einwohner 2009 | Lage      | Koordinaten                       |
| ---------------- | -------------- | -------------- | --------- | --------------------------------- |
| Anelcauhat       | Anelghowhat    | 410            | Süden     | 20° 14′ 08,0″ S, 169° 46′ 58,0″ O |
| Anawamet         | Port Patrick   | 185            | Norden    | 20° 08′ 17,0″ S, 169° 49′ 47,0″ O |
| Uje              |                | 62             | Südwesten | 20° 13′ 23,0″ S, 169° 45′ 57,0″ O |
| Umej             |                | 259            | Südosten  | 20° 14′ 48,0″ S, 169° 51′ 07,0″ O |
| Aneityum (Insel) |                | 916            |           |                                   |

Eine durchgehende Ringstraße, die die Siedlungen verbindet, gibt es nicht, lediglich einen Fußweg. In das unbewohnte Inselinnere führen mehrere alte Stichstraßen, die einst für den Holztransport angelegt worden waren, sie wurden jedoch nicht instand gehalten und sind heute kaum noch befahrbar.
In den Dörfern Anelcauhat und Umej gibt es Grundschulen (Primary schools), in Analcauhat auch eine Sekundarschule (Secondary school). Eine weiterführende Schulbildung ist nur auf den größeren Inseln Tanna und Efate möglich.
Zwischen den südlichen Inseln Vanuatus gibt es keine kommerzielle Personenschifffahrt. Allerdings nehmen Versorgungsschiffe, die zwei- bis viermal im Jahr Aneityum anfahren, auch Passagiere mit.
Der Flugplatz (ICAO: NVVA; IATA: AUY) befindet sich auf der kleinen Nebeninsel Inyeug und besteht aus der 610 m (2000 ft) langen, unbefestigten Start- und Landebahn sowie einem kleinen Abfertigungsgebäude, nicht mehr als ein Unterstand. Er wird im Liniendienst von Kleinflugzeugen der Air Vanuatu von Port Vila über Tanna angeflogen. Die Passagiere werden mit Booten zur Hauptinsel gebracht.
Bislang lebten die Insulaner überwiegend von der Subsistenzwirtschaft, doch der Kreuzfahrttourismus hat für einen wirtschaftlichen Aufschwung gesorgt, er ist mittlerweile die wichtigste Einnahmequelle der Inselbewohner. Die Schiffe liegen vor Inyeug auf Reede, die Passagiere werden ausgebootet. Kreuzfahrtschiffe müssen eine Ankergebühr in beträchtlicher Höhe abführen. Wenn ein Schiff eintrifft, besteigen viele Einwohner von Anelcauhat ihre Boote, um selbst hergestellte Reiseandenken zu verkaufen oder für Touristen Schnorchel- und Sightseeing-Touren zu den Korallenriffen zu veranstalten.

## Karten

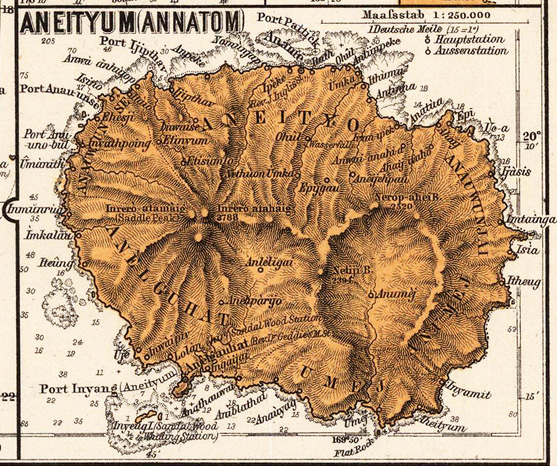
Karte von 1870
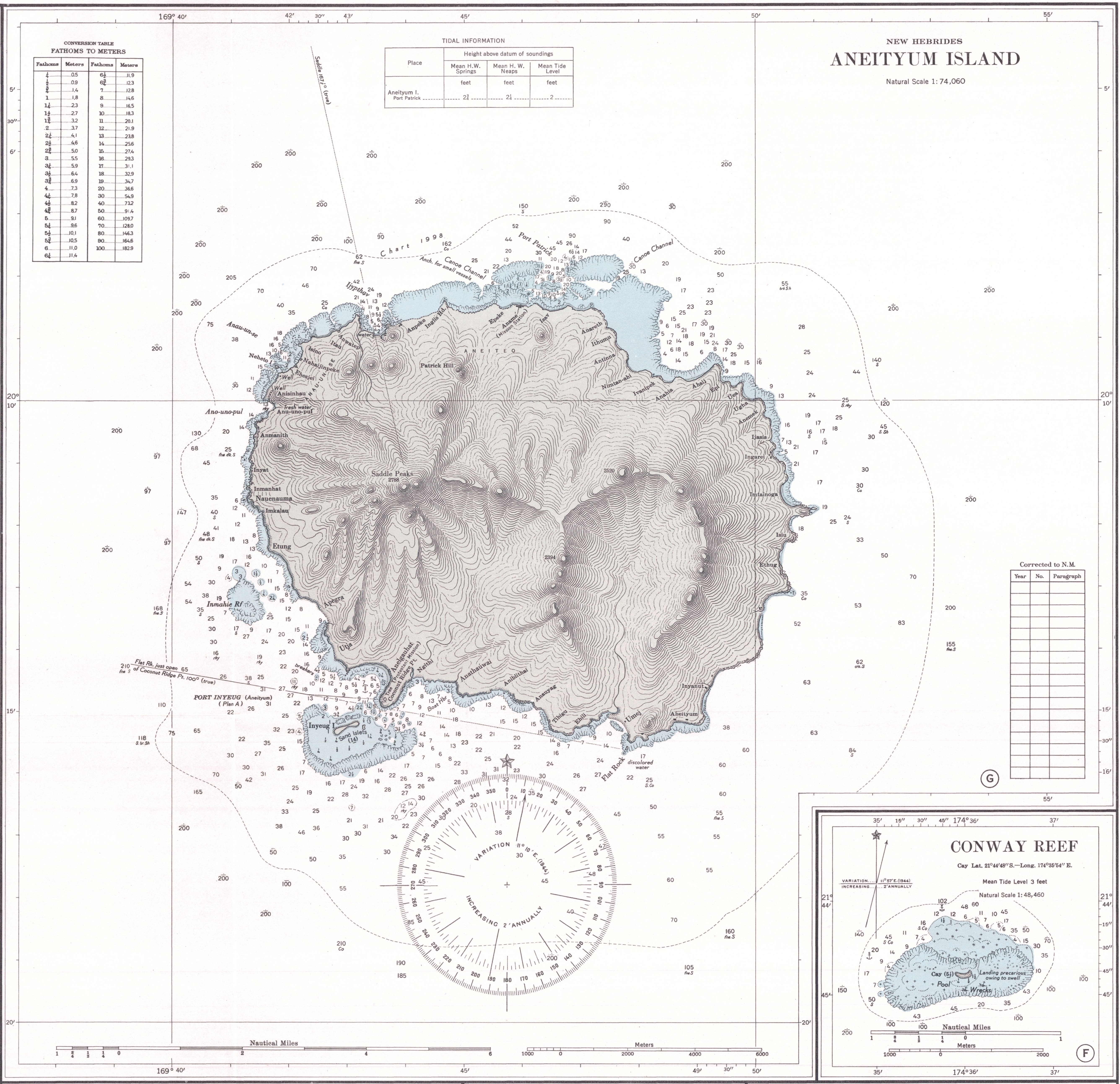
US-Seekarte von 1901
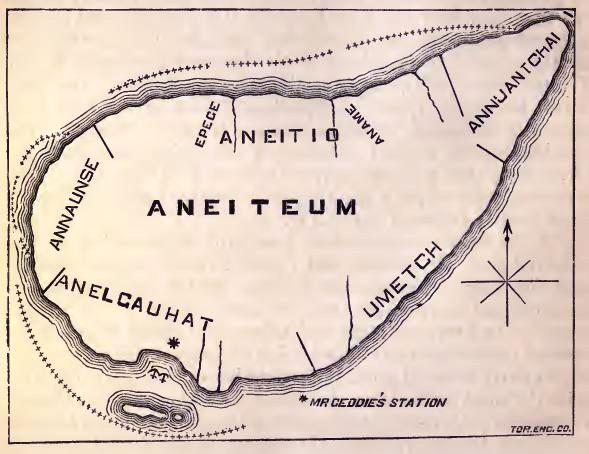
Gliederungskarte von 1882 (verzerrter Umriss)
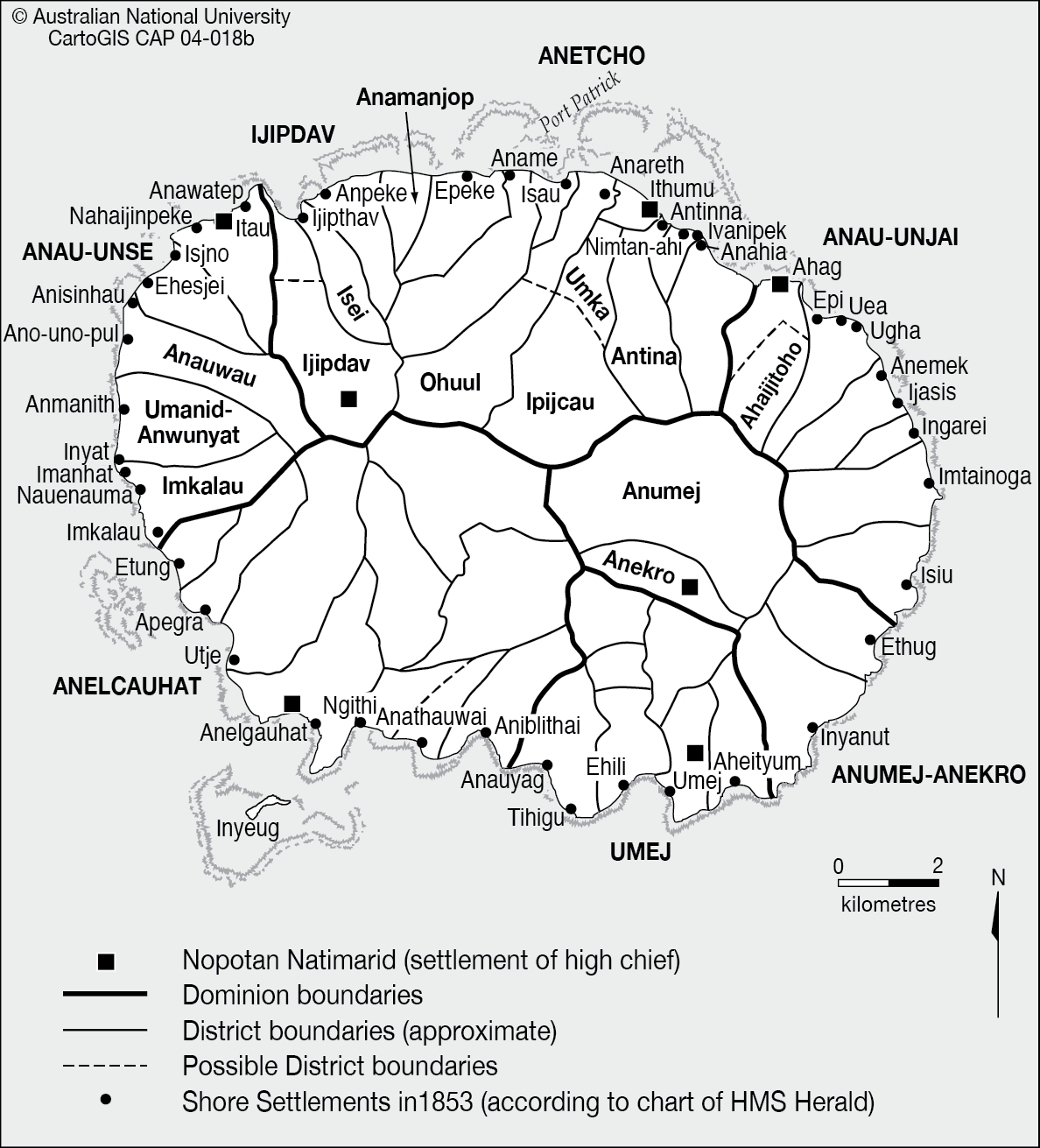
Karte der traditionellen Häuptlingstümer und Distrikte